# Busano
Busano is een gemeente in de Italiaanse provincie Turijn (regio Piëmont) en telt 1442 inwoners (31-12-2004). De oppervlakte bedraagt 5,0 km², de bevolkingsdichtheid is 288 inwoners per km².
De volgende frazioni maken deel uit van de gemeente: Pomata, Grangiasa.

## Demografie
Busano telt ongeveer 581 huishoudens. Het aantal inwoners steeg in de periode 1991-2001 met 8,4% volgens cijfers uit de tienjaarlijkse volkstellingen van ISTAT.
| Jaar | Inwoneraantal |
| ---- | ------------- |
| 1991 | 1261          |
| 2001 | 1367          |

## Geografie
De gemeente ligt op ongeveer 317 m boven zeeniveau.
Busano grenst aan de volgende gemeenten: Rivara, San Ponso, Favria, Barbania, Vauda Canavese, Oglianico, Front, Valperga.
1. ↑  https://demo.istat.it/?l=it.